# Municipio de Limestone (Minnesota)
El municipio de Limestone (en inglés: Limestone Township) es un municipio ubicado en el condado de Lincoln en el estado estadounidense de Minnesota. En el año 2010 tenía una población de 136 habitantes y una densidad poblacional de 1,51 personas por km².

## Geografía
El municipio de Limestone se encuentra ubicado en las coordenadas 44°29′46″N 96°7′48″O / 44.49611, -96.13000. Según la Oficina del Censo de los Estados Unidos, el municipio tiene una superficie total de 89.77 km², de la cual 89,1 km² corresponden a tierra firme y (0,75 %) 0,67 km² es agua.

## Demografía
Según el censo de 2010, había 136 personas residiendo en el municipio de Limestone. La densidad de población era de 1,51 hab./km². De los 136 habitantes, el municipio de Limestone estaba compuesto por el 99,26 % blancos y el 0,74 % eran de una mezcla de razas. Del total de la población el 2,94 % eran hispanos o latinos de cualquier raza.